# Glauconycteris kenyacola
Glauconycteris kenyacola là một loài động vật có vú trong họ Dơi muỗi, bộ Dơi. Loài này được Peterson mô tả năm 1982.